# Aerodeslizador de desembarque
Um Aerodeslizador de desembarque, Veículo de desembarque com colchão de ar, Hovercraft de desembarque ou ainda Aerobarco de desembarque, também chamado em inglês de Landing Craft, Air Cushioned – LCAC. é um veículo de desembarque de tropas e equipamentos anfíbio movido por hélices de sustentação, para o colchão de ar abaixo do casco e hélices de propulsão para o deslocamento, para a realização de manobras de movimento utiliza lemes.

## Tipos
- Classe Aist – Aerodeslizadores de desembarque soviéticos construídos de 1975 a 1985 e ainda em atividade.
- Griffon Hoverwork 2000TD – aerodeslizadores britânicos lançados no início dos anos de 1990.
- Griffon Hoverwork 8000TD – classe de aerodeslizadores de desembarque para a guarda costeira indiana para busca e salvamento, foram construídos na Inglaterra e finalizados na Índia.
- Classe Jinsha II – Aerodeslizadores de desembarque da República Popular da China em serviço ativo desde 1989.
- Classe Tsaplya – Aerodeslizadores de desembarque russo e de uso também pelas forças da Coreia do Sul construídos de 1982 a 1991 em serviço ativo em 2021.
- Classe Tipo 724 – classe de aerodeslizadores chineses em comissionamento desde 1994.
- Classe Tipo 726 – em produção e finalização desde 2010 para uso da Marinha do Exército Popular de Libertação
- Classe LCAC – classe de aerodeslizadores estadunidense em atividade desde 1986, também utilizado pela Força Marítima de Autodefesa do Japão.
- Classe Solgae – Classe sul-coreana em atividade desde 2007.
- Classe LCAC 100 ou Classe SSC – em desenvolvimento para a Marinha dos Estados Unidos.
- Classe Zubr – classe de aerodeslizadores russos em atividade desde 1988, também utilizado pela Marinha do Exército Popular de Libertação.